# Edwige Lawson-Wade
Edwige Akouélé Judith Lawson, coniugata Wade (Rennes, 14 maggio 1979), è un'ex cestista francese.
Alta 166 cm per 60 kg, giocava come guardia.

## Carriera
Con la Francia ha disputato due edizioni dei Giochi olimpici (Sydney 2000, Londra 2012), i Campionati mondiali del 2002 e sei edizioni dei Campionati europei (1999, 2001, 2003, 2007, 2011, 2013).

## Palmarès
- Migliore tiratrice da tre punti WNBA (2008)